# Ellend
Ellend is een plaats (község) en gemeente in het Hongaarse comitaat Baranya. Ellend telt 230 inwoners (2001).

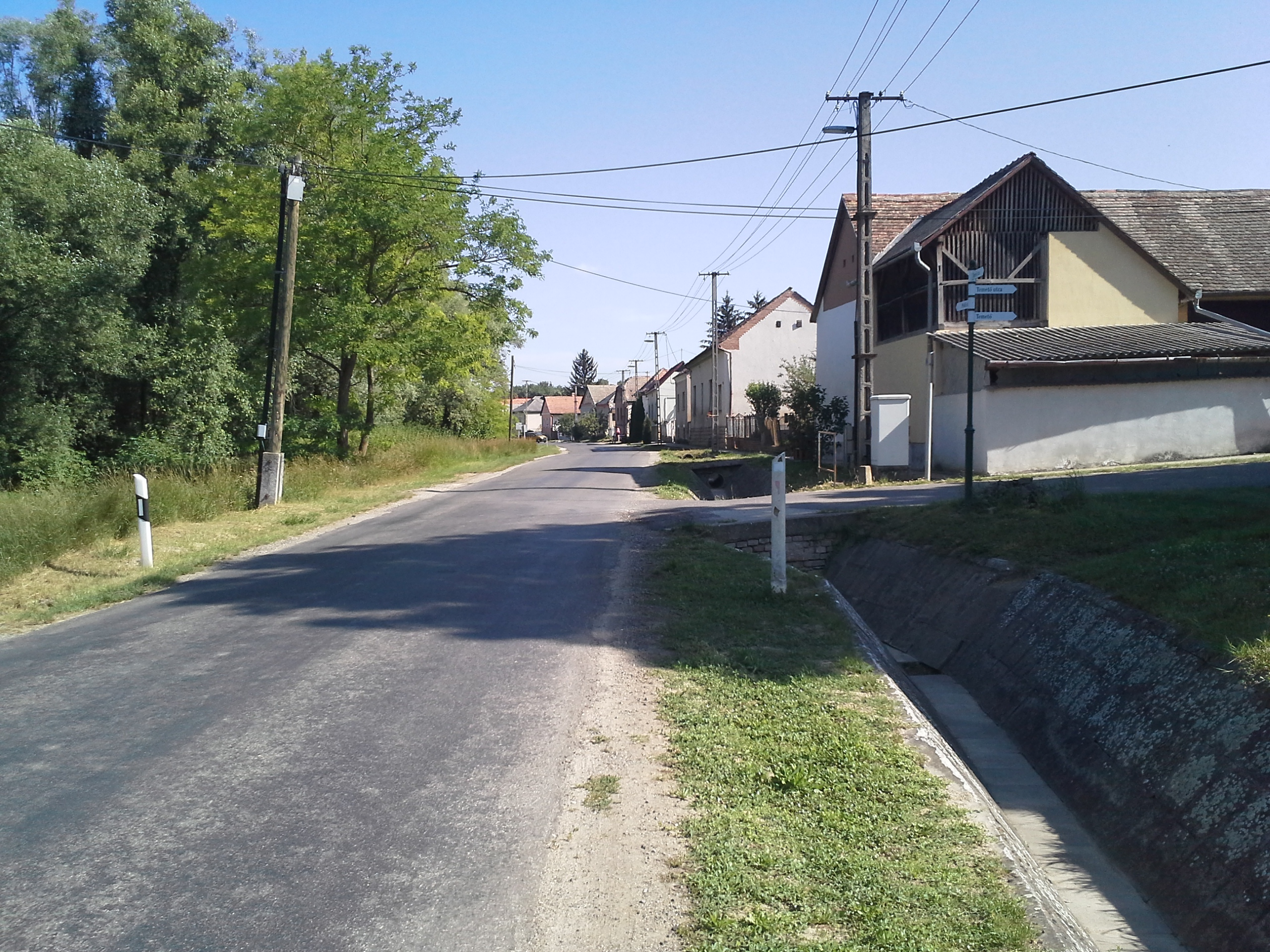